# Jekaterina Innokentjewna Nowgorodowa

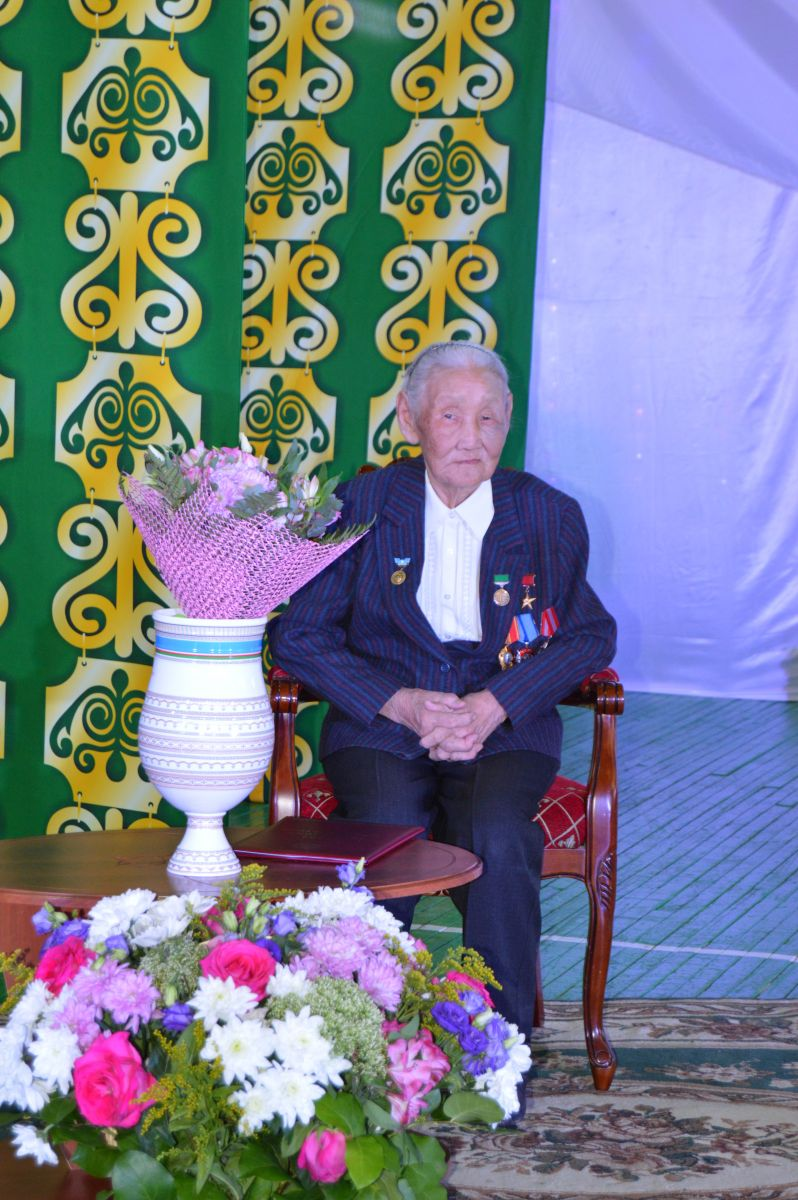
2019

Jekaterina Innokentjewna Nowgorodowa (russisch Екатерина Иннокентьевна Новгородова; * 13. April 1929 im Dorf Kytanach, Ulus Tschuraptscha, Jakutische ASSR; † 25. Februar 2024) war eine sowjetisch-russische Agronomin.

## Leben
Nowgorodowa stammte aus einer jakutischen Bauernfamilie. Während des Deutsch-Sowjetischen Krieges arbeitete sie im Kolchos Kytanach. 1948 wurde sie Sekretärin des Exekutivkomitees des Dorfsowjets Kytanach und dann Instruktorin des Exekutivkomitees des Rajonsowjets Tschuraptscha. Das Studium an der Landwirtschaftsleitungskader-Schule in Jakutsk schloss sie 1955 als Agronomin ab und wurde Brigadierin der Komplexbrigade im Ulus Tschuraptscha.
1957 wurde Nowgorodowa Junioragronomin des Lenin-Sowchos im Rajon Megino-Kangalass und leitete dann über 30 Jahre die Gemüsebau-Brigade. In den Jahren der Fünfjahrespläne führte sie als Erste in Jakutien die elektrische Beheizung der Treibhäuser ein. Setzlinge wuchsen unter Polyethylenfolien. Kartoffeln und Gemüse wurden beregnet. Mit den verschiedenen Maßnahmen konnte Nowgorodowa die Produktion erheblich steigern.
Nowgorodowa war 1970–1989 Abgeordnete der Jakutischen ASSR im Unionssowjet des Obersten Sowjets der UdSSR. 1992 ging sie in den Ruhestand.
2012 wurde Nowgorodowas Name auf der Gedenktafel am Landwirtschaftsministerium der Republik Sacha in Jakutsk verzeichnet.

## Ehrungen, Preise
- Orden des Roten Banners der Arbeit (1966)[4]
- Held der sozialistischen Arbeit (1973)[4]
- Leninorden (1973)[4]
- Orden der Oktoberrevolution (1982)[4]
- Ehrenbürgerin des Ulus Megino-Kangalass (1987)[4]
- Verdiente Agronomin der Russischen Föderation
- Ehrenbürgerin der Republik Sacha (1999)[6]